# Stefanie Krieg
Stefanie Krieg (* 2. Juni 1981) ist eine ehemalige deutsche Skispringerin.

## Werdegang
Krieg, die für den WSV DJK Rastbüchl startete, gehörte zur ersten Generation von weiblichen Skispringern in Deutschland auf professioneller Ebene. Beim FIS-Ladies-Grand-Prix 2000 wurde sie im Team bereits im ersten Springen auf ihrer Heimschanze, der Baptist-Kitzlinger-Schanze Zweite. Auch in den folgenden Einzelspringen erreichte Krieg gute Top-15-Platzierungen. Bei den Deutschen Meisterschaften 2002 in Meinerzhagen gewann sie hinter Ann-Kathrin Reger die Silbermedaille im Einzelspringen. Im Januar 2003 erreichte sie bei zwei FIS-Springen in Villach die Plätze 24 und 14. Ab August 2005 gehörte Krieg zum Nationalkader im Skisprung-Continental-Cup, der damals erst zum zweiten Mal ausgetragenen höchsten Wettkampfklasse im Frauenskispringen. Bereits in ihrem ersten Springen in Bischofshofen erreichte sie dabei als 23. die Punkteränge. Auch in Klingenthal und Pöhla gelang ihr dieser Erfolg. Damit gehörte sie auch im Winter zum Kader und gewann in ihrer ersten Saison insgesamt 36 Punkte, womit sie Rang 36 der Gesamtwertung erreichte. Nach Ende der Saison zog sie sich im Alter von 25 Jahren aus dem Skisprungsport zurück.

## Erfolge

### Continental-Cup-Platzierungen
| Saison  | Sommer | Sommer | Winter | Winter | Gesamt | Gesamt |
| Saison  | Platz  | Punkte | Platz  | Punkte | Platz  | Punkte |
| ------- | ------ | ------ | ------ | ------ | ------ | ------ |
| 2005/06 | –      | –      | –      | –      | 036.   | 036    |